# ماه آبی

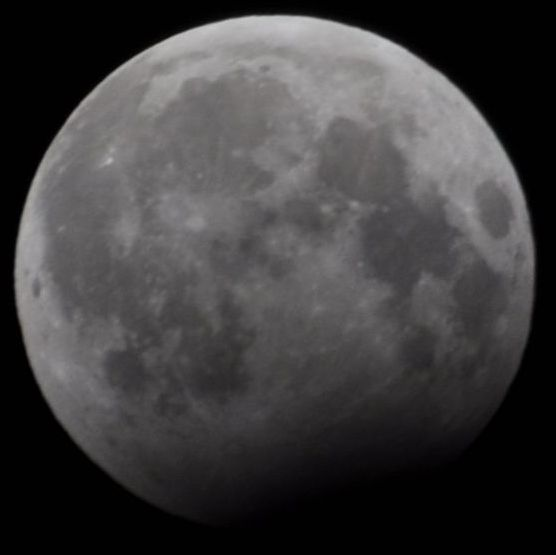

ماه آبی (به انگلیسی: Blue moon) به چند پدیده مرتبط با کره ماه گفته می‌شود. از جمله این پدیده‌ها ماه آبی نجومی و جوی می‌باشد.

## ماه آبی نجومی
به سومین قرص کامل ماه در فصل‌هایی که برخلاف معمول چهاربار بجای سه‌بار قرص کامل ماه دیده می‌شوند اصطلاحاً ماه آبی گفته می‌شود. و ارتباطی با رویت رنگ ماه ندارد. این رویداد در هر ۲٫۷ سال خورشیدی یکبار، در یکی از فصل‌های متفاوت رخ داده و ناشی از ناهمخوانی میان تقویم خورشیدی با قمری است؛ و در این مدت با افزوده شدن یک ماه قمری در سال خورشیدی همراه است.

## ماه آبی جوی
پدیدهٔ نسبتاً نادری است که گاه در هنگام بروز ریزگرد پدید می‌آید. در این پدیده، ذرات هواپخش، که ابعادی در حدود میکرون دارند، طول موجهای کوتاه بازتاب شده از ماه، مانند آبی و بنفش را عبور داده، و طول موجهای بلندتر سرخ را پخش می‌کنند؛ و در نتیجه ماه به رنگ آبی دیده می‌شود.
بر اثر آتش‌سوزی‌ها یا فوران آتشفشان‌ها، ذرات گرد و غبار و دود در آسمان پراکنده می‌شود. گاهی به ندرت پیش می‌آید که قطر اکثر این ذرات حدود یک میکرون است و این تعداد فراوان این ذرات با این اندازه، باعث پراکندگی پرتوهای نور قرمز و زرد رنگ می‌شود. در نتیجه فقط نور آبی از طیف نور سفید ماه به چشم می‌رسد و ماه آبی به نظر می‌آید. به عنوان مثال این اتفاق در سال ۱۹۸۳ بعد از فوران آتشفشان ال کیکون در مکزیک روی داد و مردم ماه را آبی دیدند.

### موارد گزارش شده
در موارد نادری به علت وجود ذرات معلق در هوا ماه به رنگ غیرطبیعی آبی دیده شده‌است.
- پس از آتش‌سوزی ۱۹۵۱ و ۱۹۵۰ جنگل‌های سوئد و کانادا
- بعد از کراکاتوا اروپا که در سال ۱۸۸۳ اتفاق افتاد ماه به مدت دو سال آبی دیده می‌شد.
- بعد از فوران آتش‌فشان در مکزیک در سال ۱۹۸۳
- و موارد دیگر[۴]